# Snow Harp
Snow Harp (en japonais : 白馬クロスカントリー競技場) est un site de ski de fond situé à Hakuba, dans la préfecture de Nagano au Japon.

## Historique
La cérémonie d'achèvement de Snow Harp a lieu le 26 novembre 1996. Les 11 et 12 janvier 1997, une épreuve de Coupe du monde de ski de fond y est organisée. Pendant les Jeux olympiques d'hiver de 1998, Snow Harp accueille douze épreuves (dix courses de ski de fond et les courses de fond des deux épreuves de combiné nordique), soit plus que n'importe quelle autre site olympique.

## Description
Snow Harp est situé au sud de la commune de Hakuba. Trois pistes de 6 mètres de largeur sont utilisées pour les Jeux : deux de 4,8 et une de 7,8 kilomètres de longueur. La superficie du site est de 39 hectares, dont 10 pour le stade principal. Vingt mille personnes peuvent assister aux compétitions.